# Elf
Elf, også kendt som Alf, er en amerikansk julekomediefilm fra 2003 instrueret af Jon Favreau og med Will Ferrell i hovedrolle som Buddy, en mand der er vokset op blandt alferne på Nordpolen og derfor tror han selv er en alf, på trods af hans størrelse. Andre medvirkende er bl.a. James Caan, Zooey Deschanel, Mary Steenburgen og Bob Newhart.

## Udgivelse
Filmen blev udgivet i amerikanske biografer i 2003 og var en biografsucces. I USA indtjente den 171 millioner amerikanske dollars og rangerede som den syvende mest indtjene udgivelse det år. Det er den sjette mest indtjenende julefilm i det amerikanske filmmarked. Trods den amerikanske succes, blev filmen ikke udgivet i danske biografer.
Filmens soundtrack er komponeret af John Debney. Zooey Deschanel og Will Ferrell opfører en duet af "Baby It's Cold Outside" i en af filmens scener. Et officiel cover af sangen med Deschanel og Leon Redbone (der ligger stemme til en snemand i filmen) blev lanceret som led i promovering af filmen. Sange af Tag Team, Johnnie Osbourne, Billy Preston, Stevie Wonder og Ella Fitzgerald er brugt på filmens lydside.
Filmen var Will Ferrells gennembrud som hovedrolleindehaver. Alligevel afviste han 29 millioner amerikanske dollars for at genopføre rollen i en potentiel efterfølger.

## Medvirkende
- Will Ferrell - Buddy
- Zooey Deschanel - Jovie
- James Caan - Walter
- Bob Newhart - Papa Elf
- Mary Steenburgen - Emily
- Daniel Tay - Michael
- Edward Asner - Julemanden
- Faizon Love - Gimbels manager
- Leon Redbone - Leon Snemand (stemme)
- Peter Dinklage - Miles Finch
- Amy Sedaris - Deb
- Jon Favreau - Hr. Narhval (stemme)

## Musical
I 2010 blev filmen opført som Broadway-musical. I 2017 blev stykket opført i Glassalen i Tivoli i København. Det markerede første gang at stykket blev opført uden for USA og England, og historien var renskrevet til at foregå i København, hvortil amerikanske elementer fra stykket var tilpasset til det danske publikum, f.eks. blev lokationen for en begivenhed ændret fra Central Park til Tivoli, mens CNN var skiftet ud med TV2. Samtidig var Magasins Julemandsværksted og Hotel D’Angleterre inkorporeret i handlingen. Stykket havde gallapremiere 23. november 2017 og kørte frem til 26. december samme år.
Stykket var instrueret af Mads M. Nielsen med scenografi af Astrid Lynge Ottosen og koreografi af Lee Proud. Kapelmester på stykket var Peter Jensen, som dirigerede Tivolis Musical Big Band. På rollelisten var Pelle Emil Hebsgaard i titelrollen, Christiane Schaumburg-Müller som Jovie, Tommy Kenter som julemanden, samt Julie Steincke, Camilla Bendix, Mikkel Lomborg og Niels Ellegaard.

## Ekstern henvisning
- Elf på Internet Movie Database (engelsk)
- Elf på Scope
- Elf i Svensk Filmdatabas (svensk)
- Elf på AlloCiné (fransk)
- Elf på AllMovie (engelsk)
- Elf hos American Film Institute (engelsk)
- Elf hos Behind The Voice Actors (engelsk)
- Elf på Turner Classic Movies (engelsk)
- Elf på The Movie Database (engelsk)
- Elf på Rotten Tomatoes (engelsk)